# Strahinja Jovanović
Strahinja Jovanović (ur. 29 sierpnia 1996 w Belgradzie) – serbski koszykarz, występujący na pozycji rozgrywającego, obecnie zawodnik CSA Steaua Bukareszt.
3 czerwca 2020 dołączył do Śląska Wrocław. 18 października 2021 przeszedł do Legii Warszawa. 31 marca 2022 został zawodnikiem rumuńskiego CSM Oradea. 9 czerwca 2022 po raz kolejny w karierze dołączył do CSA Steaua Bukareszt.

## Osiągnięcia
Stan na 10 września 2022, na podstawie, o ile nie zaznaczono inaczej.
Drużynowe
- Brązowy medalista mistrzostw Polski (2021)[6]

Indywidualne
(* – nagrody przyznane przez portal eurobasket.com)
- Zaliczony do:
  - I składu kolejki TBL (1 – 2020/2021[7], 12 – 2021/2022[8])
  - składu honorable mention ligi*:
    - serbskiej (2019)[9]
    - rumuńskiej (2020)[10]

Reprezentacja
- Uczestnik uniwersjady (2017 – 4. miejsce)